# Kamikaze

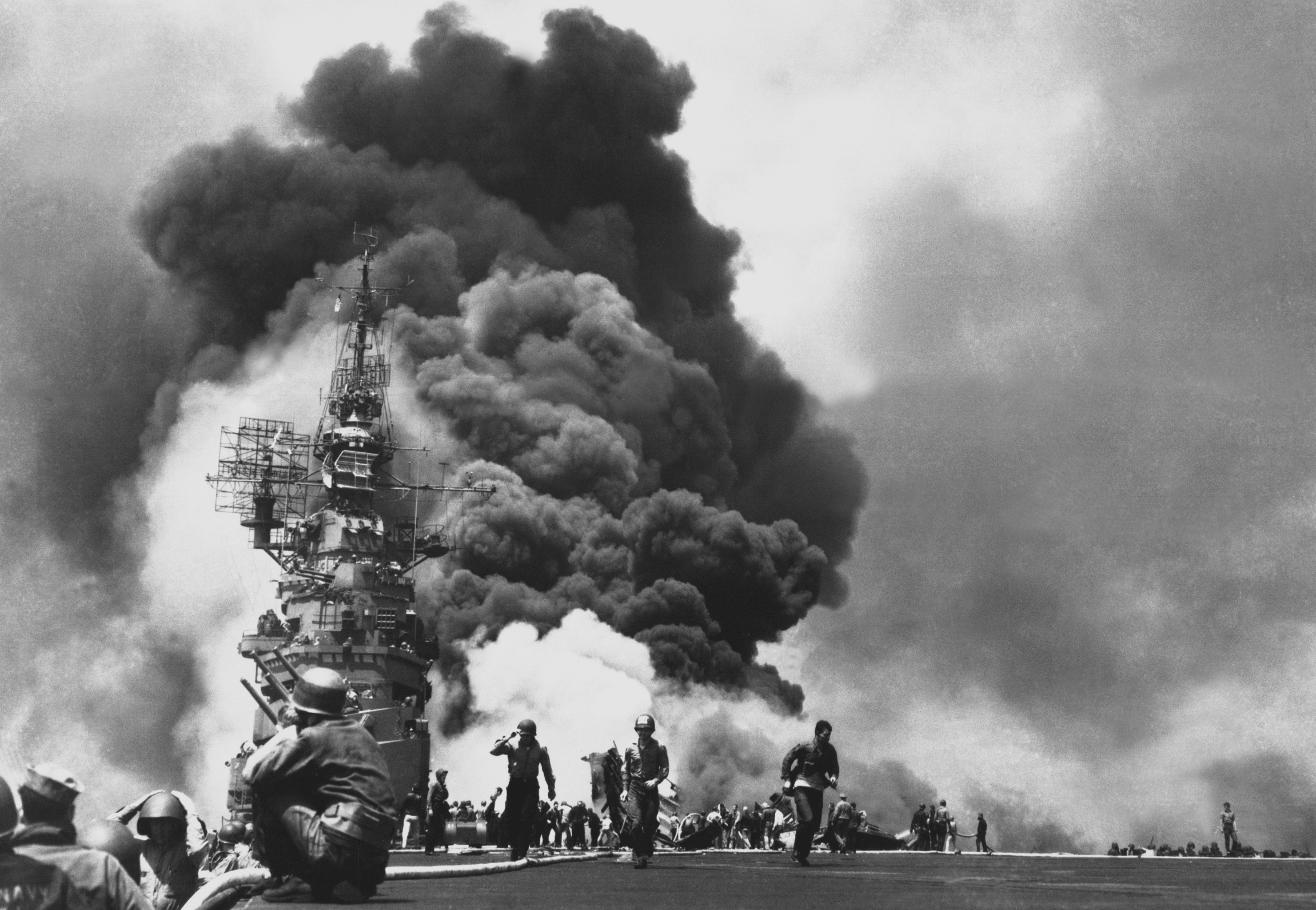
El portaavions USS Bunker Hill (CV-17) va ser atacat per 2 avions suïcides amb menys de 30 segons de diferència l'11 de maig del 1945.

El terme kamikaze (神風, literalment "vent diví"), d'origen japonès, va ser utilitzat durant la Segona Guerra Mundial pels traductors nord-americans per a referir-se específicament als atacs suïcides aeris d'una unitat especial de l'Armada Imperial Japonesa, efectuats contra les embarcacions de la flota dels Aliats al final de la Segona Guerra Mundial.

## Atacs kamikaze
Els atacs anomenats kamikaze pels nord-americans van formar part d'una tàctica desesperada que tenia l'objecte de detenir l'avanç aliat en el Pacífic per evitar que arribessin a les costes japoneses. Amb aquesta finalitat, avions carregats amb bombes de 250 kg i pilotats per voluntaris es llançaven deliberadament contra els seus objectius amb l'afany d'enfonsar-los o avariar-los de tal manera que no poguessin tornar a la batalla.
Malgrat que van existir diverses unitats suïcides en terra, mar i aire, aquesta unitat especial és la més famosa, ja que va ser la que es va cobrar més vides entre les files aliades. Els japonesos van utilitzar atacs kamikaze per primera vegada en la batalla del golf de Leyte.
En japonès s'anomena amb el terme Shinpū tokubetsu kōgeki tai (神風特別攻撃隊, "Unitat Especial d'Atac Shinpū") o la seva abreviatura tokkōtai (特攻隊) i no s'utilitza la paraula kamikaze. Aquesta unitat especial va ser dissolta amb la rendició incondicional del Japó a la fi de la Segona Guerra Mundial. Avui dia hi ha nombrosos registres i testimoniatges sobre aquest tema.
L'ús d'aquest mot, però, s'ha estès fora del Japó i és aplicat actualment a diversos tipus d'atacs suïcides sense importar el mètode emprat (ús d'explosius, cotxe bomba, etc.) o la nacionalitat de l'atacant (com en el cas dels atemptats de l'11 de setembre del 2001).

## Origen del mot
Entre 1274 i 1281 hi va haver dos intents d'invasió de l'arxipèlag del Japó per part de l'Imperi mongol (元寇, Genkō). Sota les ordres de Khublai Khan, les tropes mongoles es llançaren al mar del Japó en direcció a diferents punts de l'arxipèlag. Al final de la campanya llançada l'any 1281, un tifó destruí les embarcacions mongoles i provocà la retirada definitiva dels mongols. Els japonesos anomenaren kamikaze (vent diví) aquell accident meteorològic.